# Акопов, Нерсес Иванович
Нерсес Иванович Акопов (28 мая 1944, Ростов-на-Дону — 29 июня 2021, Ростов-на-Дону) — советский и российский футбольный журналист и статистик. 
Окончил Ростовский строительный институт, получив инженерное образование. Работал в Стройбанке СССР. Увлёкся футбольной статистикой и журналистикой под влиянием Игоря Кулжинского. Входил в состав президиума Ростовской областной федерации футбола. С 1998 по 2003 или 2004 год работал пресс-атташе футбольного клуба СКА Ростов-на-Дону. Автор календарей-справочников и книг по истории футбола.
Инициатор областного футбольного турнира, ежегодно проводимого с 1983 года, памяти Петра Щербатенко.

## Книги
- Н. Акопов, А. Митропольский «Сергей Андреев», 1992 год.
- Н. Акопов. Кубковая летопись ростовского СКА. — Ростов-на-Дону: Молот, 1993. — 126 с.;
- Н. Акопов, Б. Шинкаренко «Энциклопедия ростовского футбола», 1995 год.
- Н. Акопов «Донской футбол — 96», 1996 год
- Н. Акопов, А. Митропольский «Футбольный Дон — 99», 1999 год.
- Н. Акопов «Футбольные клубы Дона», 2005 год;
- Н. Акопов, Б. Шинкаренко. От «Сельмашстроя» до «Ростова». Энциклопедия донского футбола. — Ростов-на-Дону: Омега-Принт, 2005. — 320 с. (К 75-летию ФК «Ростов».)
- Н. Акопов, Б. Шинкаренко. 100 лет ростовского футбола / Б. Шинкаренко, Н. Акопов; Упр. по физ. культуре и спорту г. Ростова-на-Дону, Федерация футбола г. Ростова-на-Дону. — Ростов-на-Дону: [б. и.], 2009. — 214 с.
Н. Акопов, Б. Шинкаренко. 100 лет ростовского футбола. — 2-е, испр. и доп. — Ростов-на-Дону, 2010. — 233 с.[4]
- Н. Акопов, А. Люля «СКВО — 1959», 2009 год.
- Н. Акопов, А. Люля. Путь к серебру. — Ростов-на-Дону, 2016. — 160 с. — 1000 экз. (К 50-летию чемпионата СССР 1966 года, серебряным призёром которого стал ростовский СКА.)
- Н. Акопов, А. Люля. Быстроногие с Дона: поход за славой. — Ростов-на-Дону; Таганрог: Издательство Южного федерального университета, 2020. — 478, [1] с. — ISBN 978-5-9275-3509-5. (О футбольном клубе СКА Ростов-на-Дону.)
- Принимал участие в создании книги Виктора Понедельника «Футбольным правнукам с верой и надеждой», 2012 год[2].